# Три розумні хлопці
Три розумні хлопці (англ. Three Smart Boys) — американська короткометражна кінокомедія режисера Гордона Дугласа 1937 року.

## Сюжет
Спенкі, Алфалфа, Баквіт, Поркі і Волдо хочуть втікнути зі школи. Вони підслухали суперінтенданта з обласного управління, який розмовляв із міс Лоуренс про те, щоб закрити школу протягом тижня задля відвідин весілля сестри. Вона спочатку заперечувала, заявивши, що тільки епідемія б виправдала закриття школи. Так Спенкі вирішує влаштувати фальшиву епідемію.

## У ролях
- Сідні Брейсі — О. Т. Герц, ветеринар
- Нора Сесіл — міс Візерспун, суперінтендант
- Ширлі Коутс — Генрієтта
- Джек Іган — Джек, помічник
- Дарла Гуд — Дарла
- Дарвуд Кей — Волдо
- Розіна Лоуренс — міс Лоуренс, вчитель
- Євген «Поркі» Лі — Поркі
- Джордж «Спенкі» МакФарланд — Спенкі
- Карл «Алфалфа» Світцер — Алфалфа
- Біллі «Баквіт» Томас — Баквіт